# Arenaria ciliata
Arenaria ciliata är en nejlikväxtart. Arenaria ciliata ingår i släktet narvar, och familjen nejlikväxter.

## Underarter
Arten delas in i följande underarter:
- A. c. ciliata
- A. c. multicaulis

## Bildgalleri

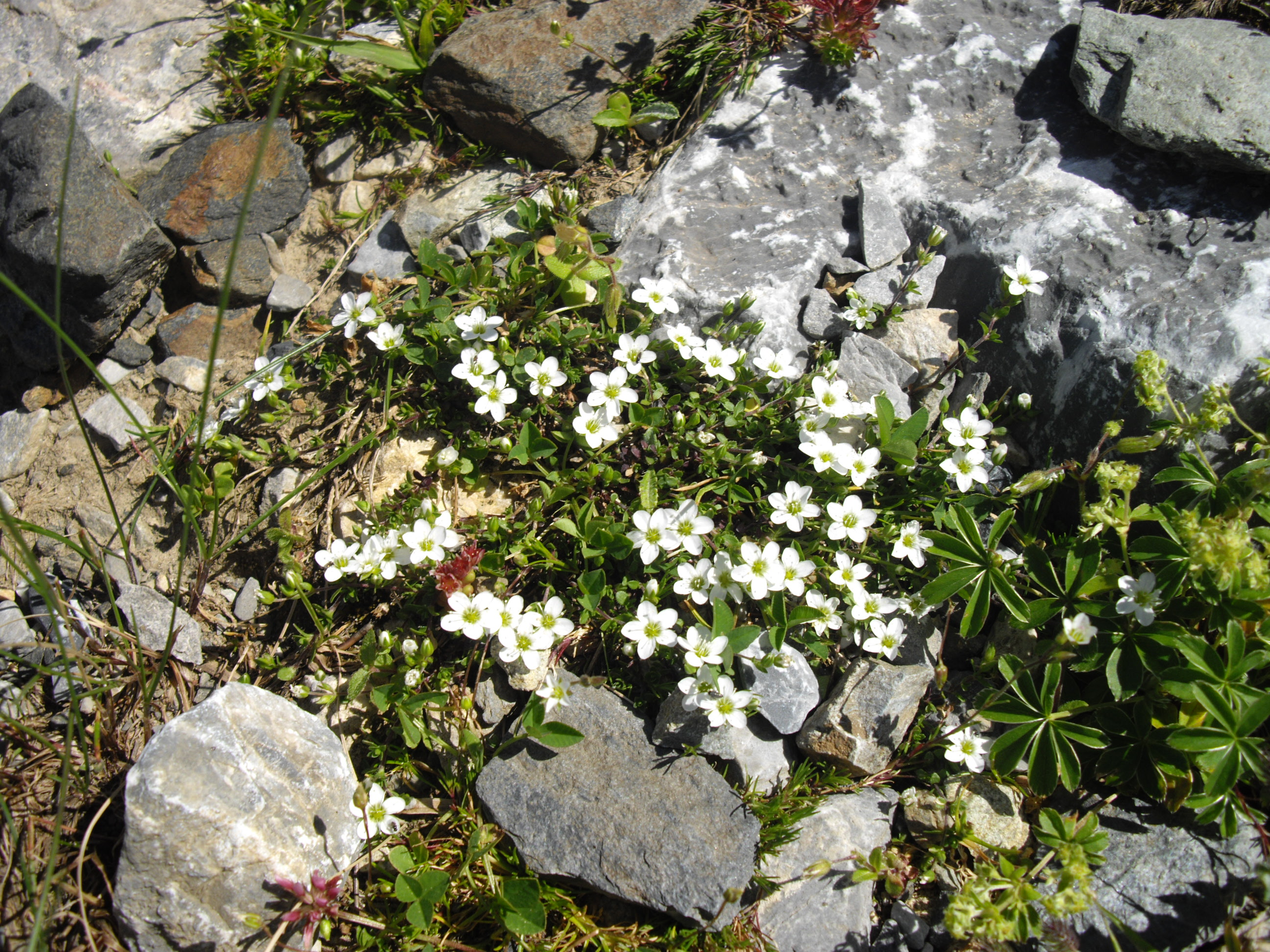
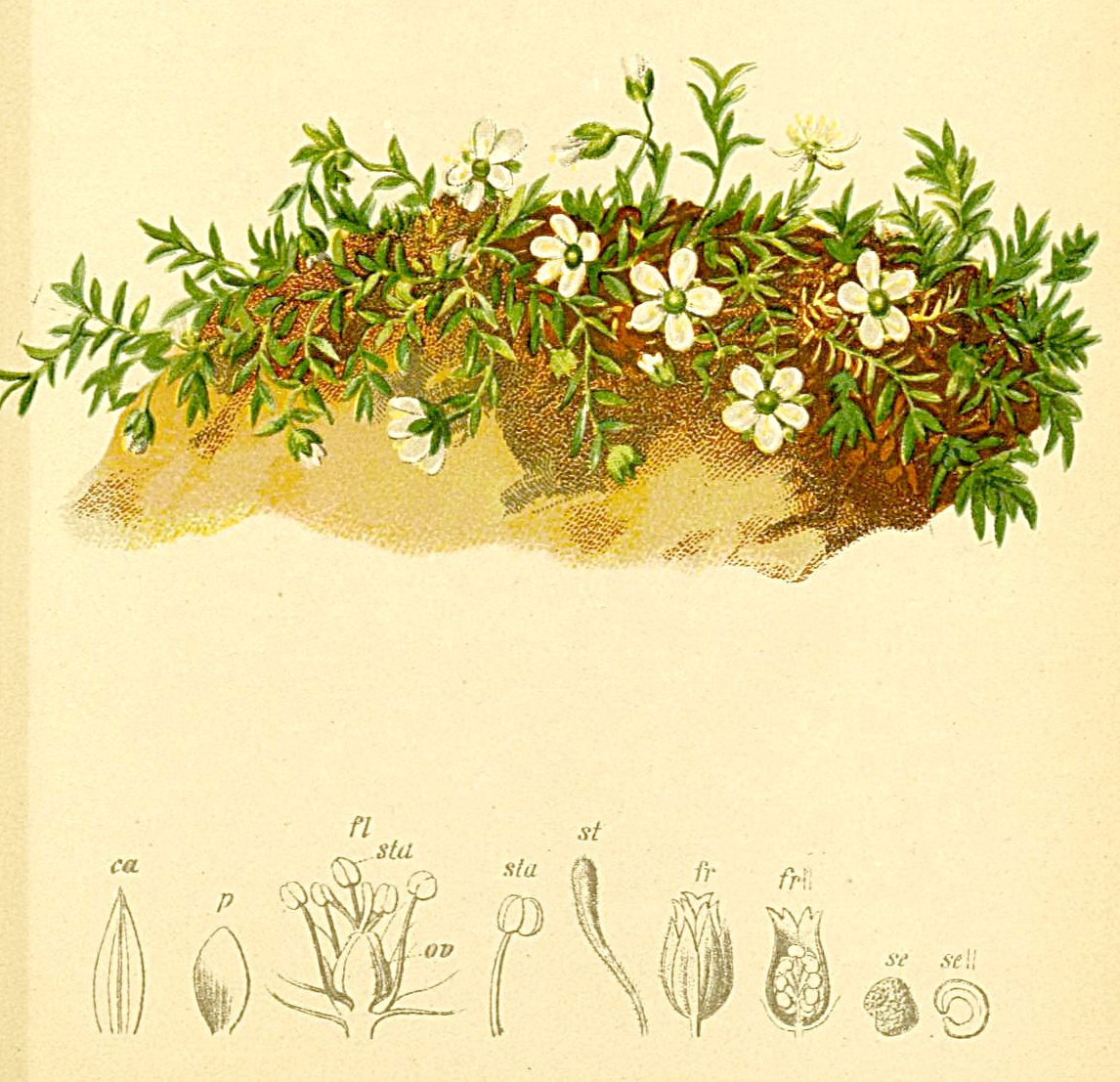
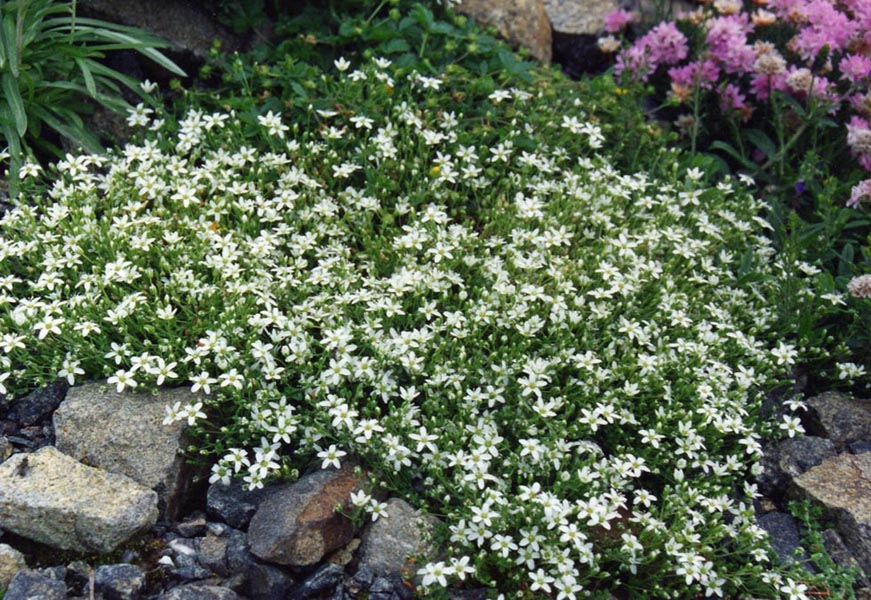
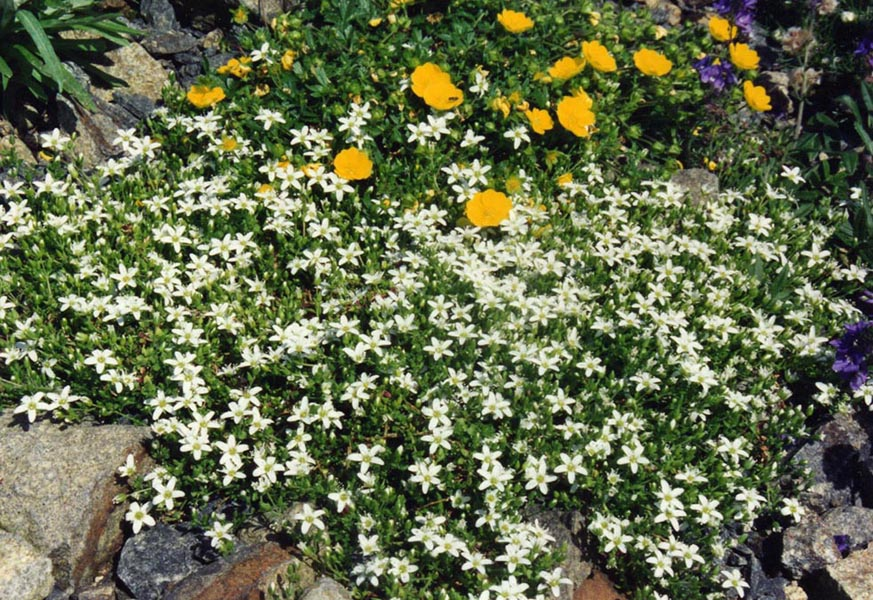
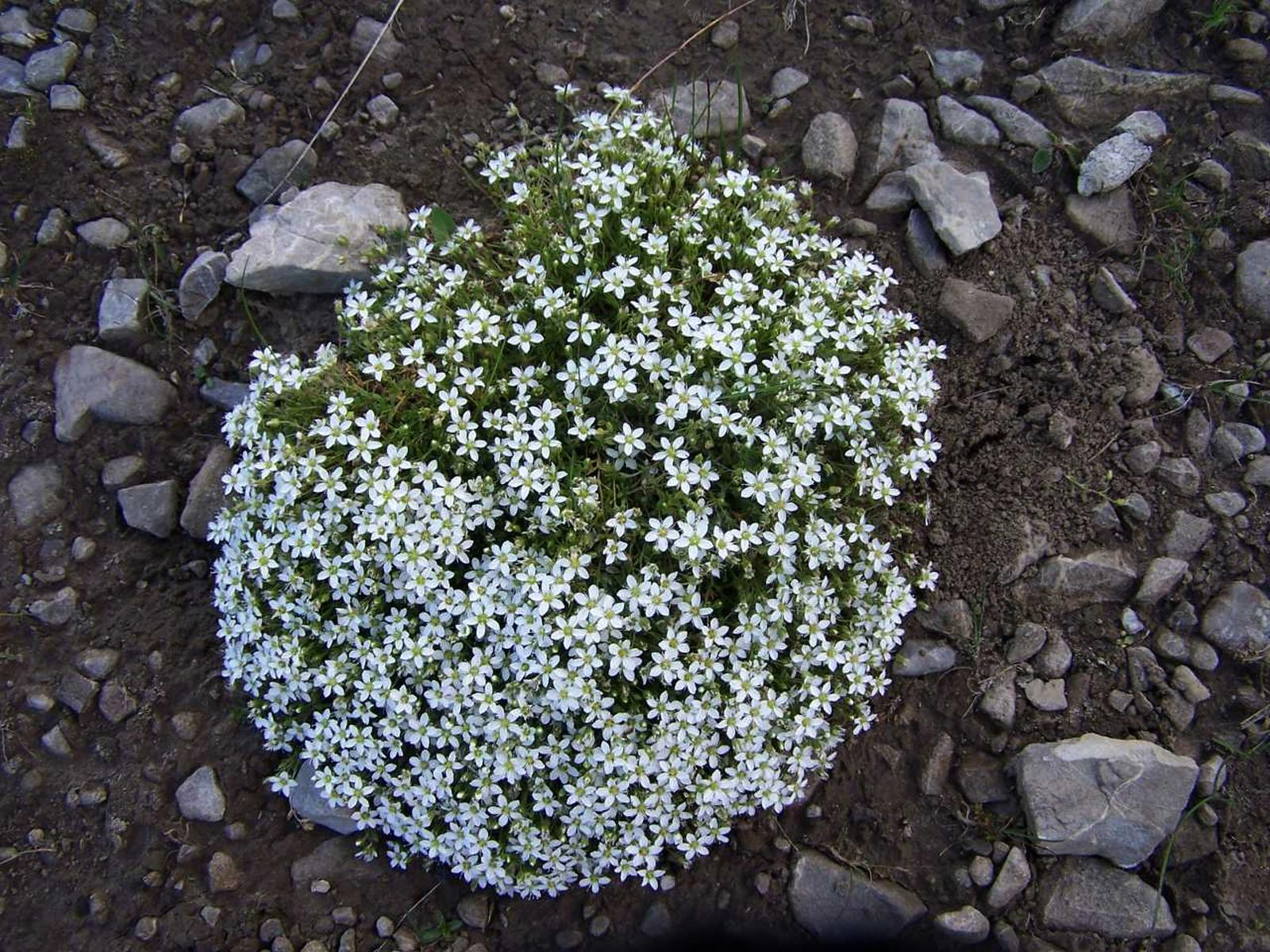
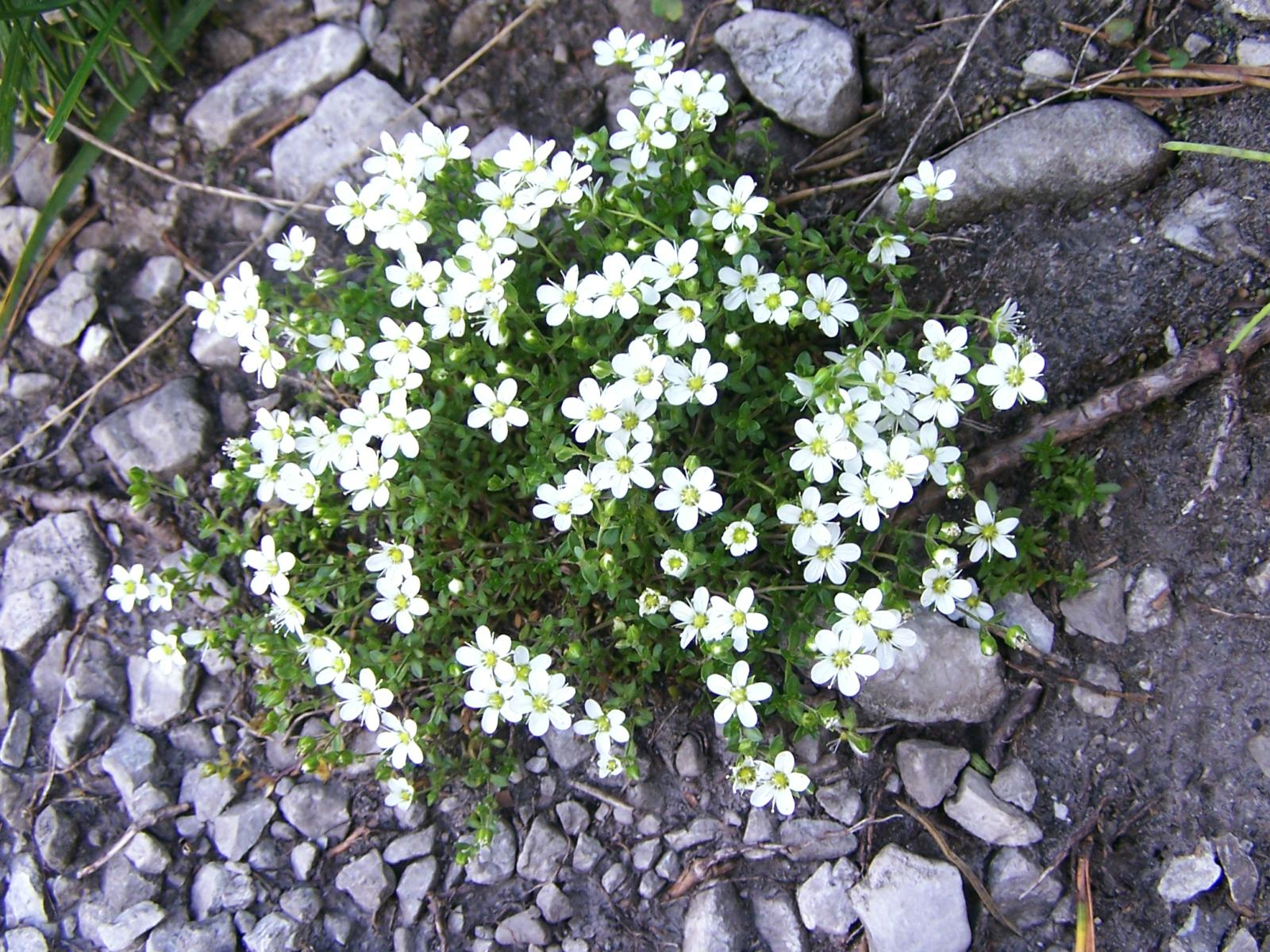